# يوكو تسوشيما
يوكو تسوشيما (باليابانية: 津島佑子) (30 مارس 1947، ميتاكا في اليابان - 18 فبراير 2016، طوكيو في اليابان)؛ كاتِبة وروائية يابانية. درست في جامعة ميجي.